# Lamprologus finalimus
Lamprologus finalimus är en fiskart som beskrevs av Nichols och La Monte, 1931. Lamprologus finalimus ingår i släktet Lamprologus och familjen Cichlidae. IUCN kategoriserar arten globalt som otillräckligt studerad. Inga underarter finns listade i Catalogue of Life.